# Hot Shot (브라운 아이드 걸스의 노래)
"Hot Shot"은 대한민국의 걸 그룹 브라운 아이드 걸스의 노래로, 브라운 아이드 걸스의 네 번째 정규 앨범인 Sixth Sense 발매에 앞서 선공개한 싱글이다. 작곡은 이민수와 east4A가 공동으로 맡아 진행했으며, 2011년 9월 16일 발매했다.

## 발매
브라운 아이드 걸스는 2011년 9월 12일 일본 첫 단독 콘서트에서 제아의 자작곡 〈불편한 진실〉이 공개되어 선공개할 노래로 추측되었다. 또한 브라운 아이드 걸스 멤버들이 녹음하는 장면을 담은 "Countdown" 티저가 공개되 역시 선공개곡으로 추측되고 있었으나, 최종적으로는 이민수와 east4A가 공동으로 작곡한 "Hot Shot"으로 결정했다. "Hot Shot"은 2011년 9월 16일 로엔 엔터테인먼트를 통해 발매되었으며, 2년만에 나온 네 번째 정규 앨범 Sixth Sense에 수록 돼있다.

## 차트 성적
"Hot Shot"은 공개되자마자 각 온라인 실시간 차트 상위권을 차지했다. 가온 차트에서는 305,199건의 다운로드 수를 기록하며 디지털 종합차트 9위로 데뷔했다. 다음 주 차트에서 500,000건이 넘는 다운로드 수를 올리며 온라인 다운로드 차트 2위에 올랐고, 디지털 종합차트에서도 2위에 올랐다. 빌보드 K-Pop 핫 100에서는 2011년 9월 28일자 차트에서 8위로 데뷔했고, 다음 주 10월 5일자 차트에서 6위에 올랐다.

## 차트
| 차트 (2011)                        | 최고 순위 |
| ---------------------------------- | --------- |
| 대한민국 가온 디지털 종합차트      | 2         |
| 대한민국 가온 온라인 다운로드 차트 | 2         |
| 대한민국 빌보드 K-Pop 핫 100       | 6         |